# Nuevo Paso Nacional
Nuevo Paso Nacional är en ort i Mexiko.   Den ligger i kommunen San Miguel Soyaltepec och delstaten Oaxaca, i den sydöstra delen av landet, 300 km öster om huvudstaden Mexico City. Nuevo Paso Nacional ligger 41 meter över havet och antalet invånare är 644.
Terrängen runt Nuevo Paso Nacional är kuperad åt sydväst, men åt nordost är den platt. Runt Nuevo Paso Nacional är det ganska tätbefolkat, med 78 invånare per kvadratkilometer. Närmaste större samhälle är Isla Soyaltepec, 10,2 km sydväst om Nuevo Paso Nacional. I omgivningarna runt Nuevo Paso Nacional växer i huvudsak städsegrön lövskog.